# Завтрак с Хантером
«Завтрак с Хантером» (англ. Breakfast with Hunter) — документальный фильм-биография 2003 года о повседневной жизни гонзо-журналиста Хантера С. Томпсона, снятый режиссёром Уэйном Юингом. Премьера состоялась 21 июня 2003 года в рамках фестиваля CineVegas в казино Palms Casino Resort в Парадайс (Невада).
Хантер Томпсон, так же известный как «доктор Гонзо», во второй половине XX века перевернул основы американской журналистики. Его друг и сосед Уэйн Юинг решил показать изнутри жизнь человека, ещё при жизни ставшего легендой в культуре Америки. Фильм, ставший дебютным для телевизионного режиссера Юинга, ранее работавшего только на телевидении, получился коллажем сменяющихся эксцентричных выходок главного действующего лица и зарисовок из его жизни за последние двадцать лет. В картину также вошли проблемы с экранизацией книги Хантера «Страх и отвращение в Лас-Вегасе».
В фильме участвуют многие известные личности, связанных с Томпсоном на протяжении всей его жизни, в том числе политический сатирик и журналист Пи Джей О'Рурк, иллюстратор и карикатурист Ральф Стедман, писательница и актриса Роксана Пулитцер, актёры и режиссёры Джонни Депп, Терри Гиллиам и Бенисио дель Торо.
Фрагменты живой сцены были записаны в ночном клубе Viper Room (Сансет Стрип, Уэст-Голливуд, Калифорния) в начале сентября 1996 года.

## Отзывы
На сайте Rotten Tomatoes рейтинг фильма составляет 63 % на основе 8 отзывов, что означает «в основном положительные отзывы».